# Соломонів вузол

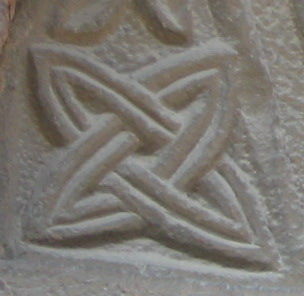
Соломонів вузол — різьблення в Алменно Сан Бартоломео (Італія)

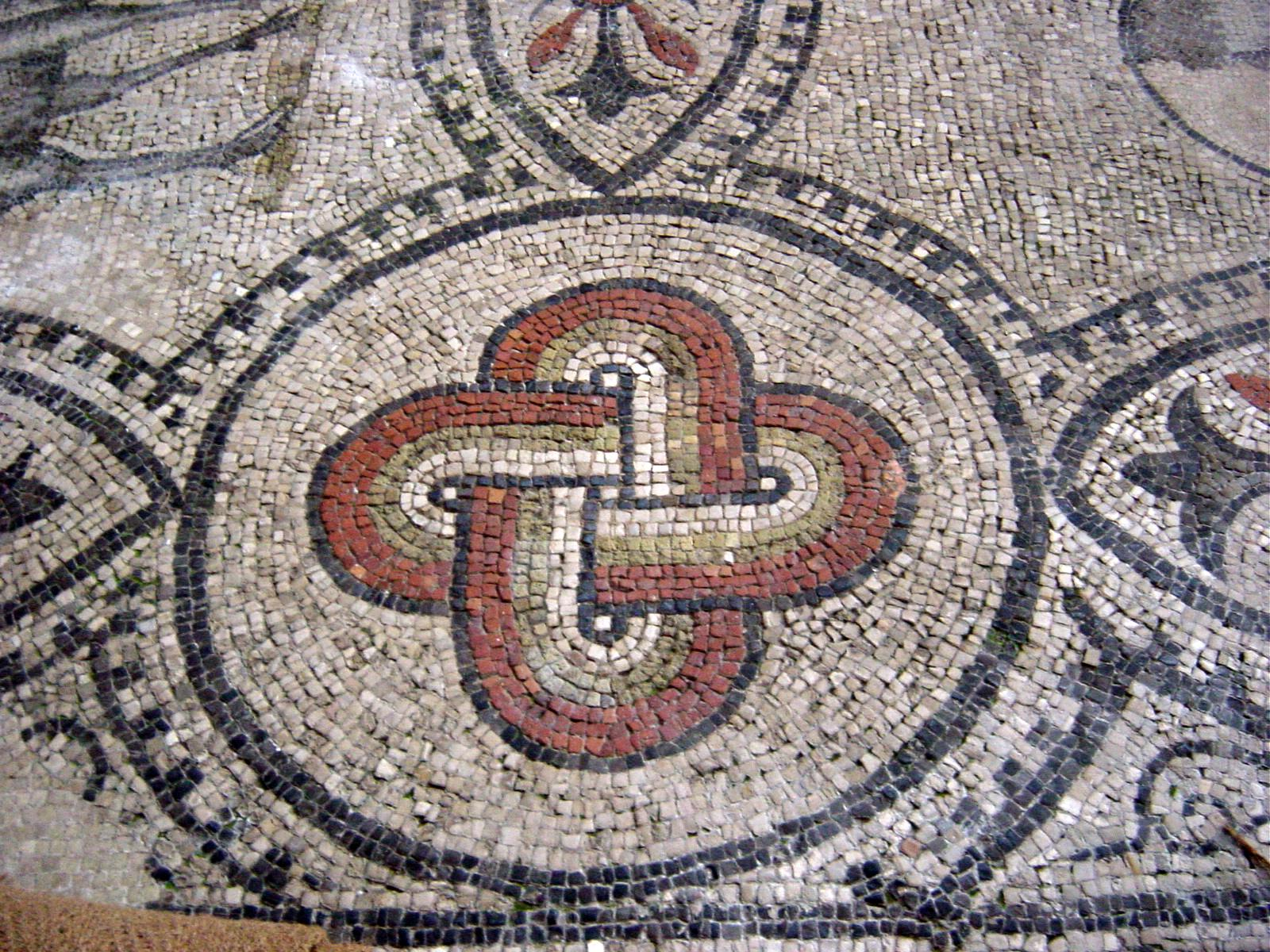
Соломонів вузол на давньоримській мозаїці в Аквілеї (Італія)

Декоративний Соломонів вузол

Соломонів вузол (лат. sigillum Salomonis) — найбільш поширена назва традиційного орнаменту, який використовувався зі стародавніх часів і в багатьох культурах. Незважаючи на назву, у математичній теорії вузлів він класифікується як зчеплення ланок, а не справжній вузол.

## Форма
Простий Соломонів вузол складається з двох закритих ланок, двічі зчеплених перехресним (сплетеним) способом. Іншими словами, на площині Соломонів вузол має чотири перехрещення в місцях, де дві ланки сплітаються над та під одна одною (на відміну від лише двох перехрещень у простішому зчепленні Гопфа).
У художній обробці, частини ланок, які поперемінно сплітаються над та під одна одною, стають сторонами центрального квадрата, а чотири кінці ланок дивляться у чотири напрямки; при цьому вони можуть бути овальної, квадратної чи трикутної форми, або закінчуватись вільними формами — листя, пелюстки, лопаті, крила і т. д.

## Використання
Соломонів вузол часто можна побачити на давньоримських мозаїках, переважно у формі перехрещених овалів.
У національному парку та археологічній пам'ятці Ізраїлю Ціппорі (Сефоріс) Соломонові вузли можна побачити на кам'яній мозаїці підлоги стародавньої синагоги.
У скарбниці Національного музею Ірландії, демонструється т. зв. хрест з Конга 12 ст., за написом створений для Тойрделбаха Ва Конхобайра. На перехресті є два зображення дуже простого Соломонового вузла, на кожній стороні кристалу з кварцу, який закриває пустоту, де колись зберігалась частинка  «Справжнього Хреста.»
Соломонів вузол як частина ісламського декору зустрічається по всьому Близькому Сходу та Центральній Азії в історичних ісламських пам'ятках. Так, він присутній на двері мечеті/медресе в Каїрі початку 12 ст. Всі версії вузла знайдені на нещодавно розкопаній мозаїці Яттіра в Йорданії. Він є елементом на стародавньому молитовному килимку Центральної Азії, присутній у будівлях мавританської Іспанії. У Британському музеї зберігається Коран 14 ст. з Єгипту, фронтиспіс якого містить Соломонів вузол.
У музеї історії культури Фулера при Каліфорнійському університеті зберігається велика африканська колекція, яка серед іншого включає корони зі скляних намистин та маски, прикрашені Соломоновими вузлами, народності Йоруба.
Соломонів вузол використовується і в сучасності. Наприклад, грецький православний собор Св. Софії у Лос-Анджелесі має плащаницю з дерева оливи, у кожному куті якої вирізьблений Соломонів вузол. Плащаниця використовується при святкування Пасхи. 

## Назва
Латиною цей вузол деколи називають sigillum Salomonis, буквально «печатка Соломона». Він асоціюється з біблійним царем Соломона через його зображення мудрим та освіченим. Латинська фраза однак перекладається як «Соломонів вузол», оскільки «печатка царя Соломона» має інші конфліктуючі значення (найчастіше або зірка Давида, або пентаграма). У дослідженнях стародавніх мозаїк, Соломонів вузол часто називають «гільйошований вузол» або «подвійний вузол», а Соломонів вузол у центрі декоративного зображення з чотирьох вигнутих арок — «пелта-свастикою» (де «пелта» — від лат. pelta, «щит»).
Також використовуються наступні назви:
- «Базовий вузол» — переплетення, яке є основою (базою) багатьох складних кельтських орнаментів, та використовується в орнаментах для в'язання гачком та макраме.
- «Імболо» — вузловий орнамент на текстильних виробах народу  Куба з Конго.[1]
- «Нодо лі Саломоне» (Nodo di Salomone) — італійська назва для Соломонова вузла, використовується для назви Соломонова вузла на мозаїці, знайденій у руїнах синагоги в давньоримському порту Остія.[2]

## Символізм

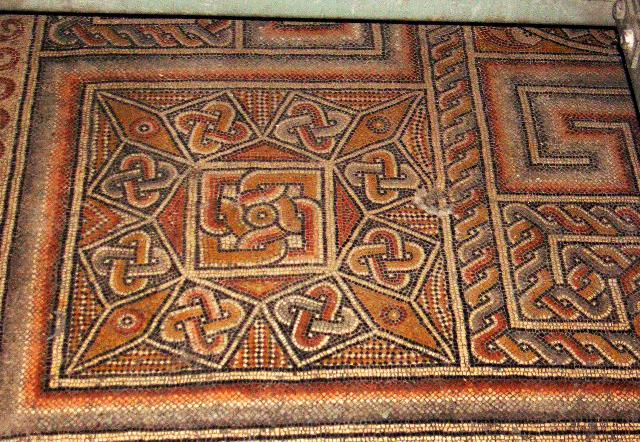
Численні Соломонові вузли на мозаїці у Храмі Різдва Христового (Вифлеєм)

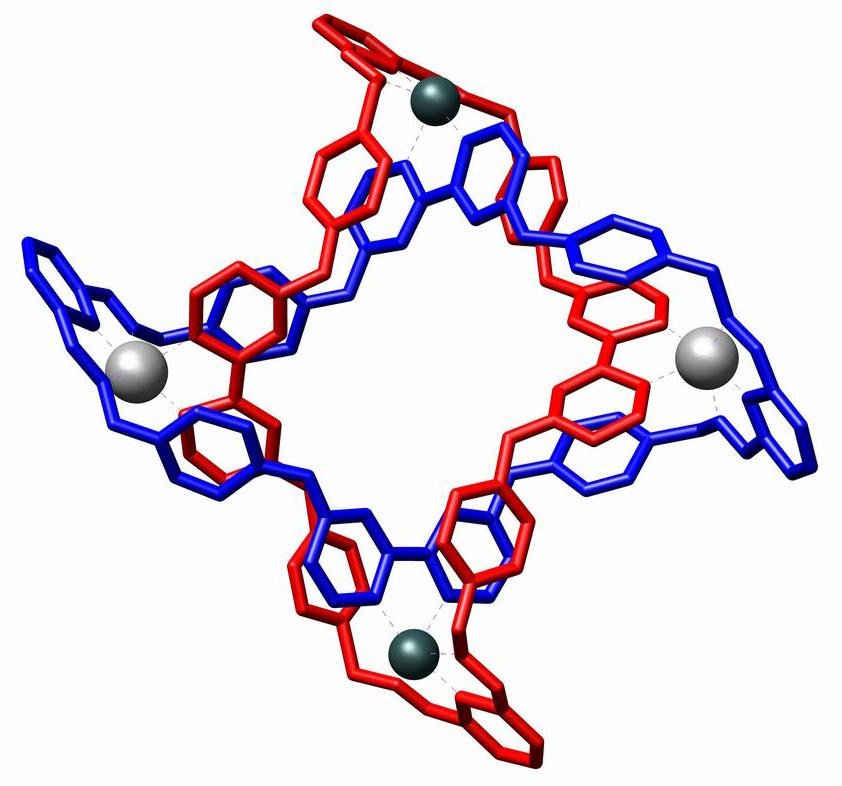
Молекулярний вузол Соломона

Чотирикратний вузол Соломона

Оскільки Соломонів вузол використовувався різними культурами та в різних епохах, він має ряд символічних значень:
- Через відсутність видимого початку чи кінця, він може означати безсмертя або вічність — як і більш складний буддистський Нескінченний вузол. У значенні «вічність» він часто присутній на цвинтарях та катакомбах багатьох націй, особливо часто на юдейських.
- Оскільки він складається з двох переплетених фігур, він може означати вузол Коханців, хоча ця назва може стосуватися й іншого вузла.
- Через релігійні асоціації, Соломонів вузол деколи використовують як універсальний символ для віри; але одночасно, в інших місцях він є вагомим світським символом престижу, важливості та краси.
- В Африці, у народності йоруба Соломонів вузол присутній на виробах зі скляних намистин, текстильних виробах та різьбленні, та вказує на королівський статус. А у африканської народності куба він присутній на т. зв. касайському оксамиті, тканині з рафії, де має містичне значення. Так само містичне значення надає йому народність фкан із Західної Африки, яка штампує його на свій священний одяг адинікра. У символьній системі адинікра, варіант Соломонова вузла має значення Kramo-bone, що означає «одне погане робить все поганим».
- У Латвії Соломонів вузол використовують у текстильних виробах та виробах по металу; він асоціюється з часом, рухом та силами стародавніх язичницьких богів.
- У сучасній науці деякі версії знака для атома (електрони обертаються навколо ядра) є варіаціями Соломонова вузла. Логотип програми Joomla є Соломоновим вузлом.

## Подальше читання
Велике ілюстроване дослідження Соломонова вузла «Seeing Solomon's Knot, With Photographs by Joel Lipton», здійснене Луї Розе Розе, Лос-Анджелес, 2005 (офіційний сайт).
Деякі археологічні дослідження, книги про мистецтво, каталоги, путівники та релігійні документи, в яких згадується Соломонів вузол:
- Bain, George. Celtic Art: The Methods of Construction. New York: Dover Publications, 1951, 1973, ISBN 0-486-22923-8, ISBN 978-0-486-22923-2. (Історія Соломонова вузла та приклади на ст. 27, 59, 71, 87.)
- Bronze Age Civilization of Central Asia, The: Recent Soviet Discoveries. Armonk, New York: M.E. Sharpe, 1981. (Ранні приклади Соломонова вузла з поселення Гонур 1, мал. 4, ст. 233.)
- Chen, Lydia. Chinese Knotting. Taiwan: Echo Publishing Company, 1981, ISBN 0-8048-1389-2. (інструкції для створення «плаского» Соломонова вузла, ст. 58.)
- Christie's Catalog: The Erlenmeyer Collection of Ancient Near Eastern Stamp Seals and Amulets. London: Christie, Manson & Woods, Auction June 6, 1989. (Cruciform interlace carved stone seal, Ubaid, circa 4500 BCE, Lot 185.)
- Fraser, Douglas and Herbert M. Cole, eds. African Art and Leadership. Madison, Milwaukee, and London: University of Wisconsin Press, 1972.
  - Cole, Ibo Art and Authority, p. 85.
  - Fraser: Symbols of Ashanti Kingship, pp. 143–144.
  - Fraser: King's ceremonial stool, personal choices of various African leaders, p,209, p. 215, p. 283, p. 290, p. 318
  - Fraser: More attention should be paid to the significance of the Solomon's Knot motif, p. 318.
- Laine, Daniel. African Kings. Berkeley, Toronto: Ten Speed Press, 1991, ISBN 1-58008-272-6. (Two Nigerian chiefs, Oba Oyebade Lipede and Alake of Abeokuta, wear garments with embroidered Solomon's Knots, p. 63.)
- Lusini, Aldo. The Cathedral of Sienna. Sienna, Italy: 1950. (The choir stall, carved 1363 to 1425: photographs of stalls showing variations of Solomon's Knot, plate 49, pp. 20–21.)
- Wolpert, Stuart. "UCLA Chemists Make Molecular Rings in the Shape of King Solomon's Knot, a Symbol of Wisdom, " News release from the University of California at Los Angeles, January 10, 2007, http://www.newsroom.ucla.edu/portal/ucla/UCLA-Chemists-Make-Molecular-Rings-7626.aspx?RelNum=7626 [Архівовано 18 лютого 2012 у Wayback Machine.].